# Rød pølse

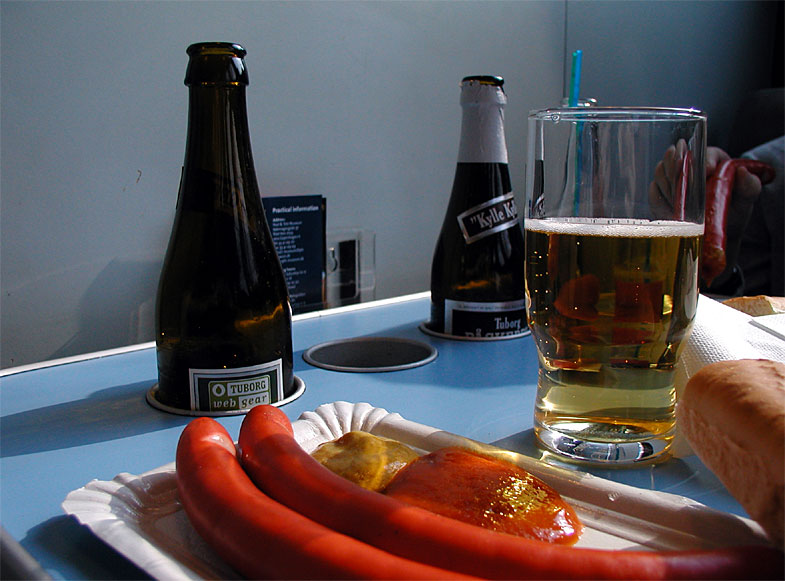
Rød pølse

Rød pølse ou salsicha vermelha é uma salsicha típica da culinária da Dinamarca.
Antigamente, as salsichas do dia anterior, vendidas nos carrinhos de rua conhecidos como pølsevogn, eram mergulhadas em corante vermelho, para que não fosse possível distingui-as das salsichas frescas. As primeiras salsichas vermelhas eram vendidas por 25 øre, com mostarda, num pedaço de papel. Se se pretendesse pão, era necessário pagar mais 5 øre.
Com o tempo, as salsichas vermelhas passaram a ser tão populares que os vendedores começaram a pintar todas de vermelho. O corante usado podia, no entanto, causar problemas alérgicos, pelo que viria a ser proibido na Dinamarca em 1981.
Todavia, as salsichas vendidas sob a designação de "salsichas de cachorro-quente" ("hotdog-pølser") continuam a poder ser vermelhas atualmente. São normalmente vendidas com um pão de cachorro-quente e podem incluir complementos como ristede løg (que consiste em cebola frita em pequenos pedaços), ketchup, mostarda, molho remoulade e pepinos em conserva.